# Beraeamyia antalya
Beraeamyia antalya är en nattsländeart som beskrevs av Füsun Sipahiler 1989. Beraeamyia antalya ingår i släktet Beraeamyia och familjen sandrörsnattsländor. Inga underarter finns listade i Catalogue of Life.